# Bispira crassicornis
Bispira crassicornis är en ringmaskart som först beskrevs av Sars 1851. Enligt Catalogue of Life ingår Bispira crassicornis i släktet Bispira och familjen Sabellidae, men enligt Dyntaxa är tillhörigheten istället släktet Bispira och familjen Sabellariidae. Arten är reproducerande i Sverige. Inga underarter finns listade i Catalogue of Life.